# Блідерсдорф
Блідерсдорф (нім. Bliedersdorf) — громада в Німеччині, розташована в землі Нижня Саксонія. Входить до складу району Штаде. Складова частина об'єднання громад Горнебург.
Площа — 12,41 км2. Населення становить 1820 ос. (станом на 31 грудня 2021).

## Галерея

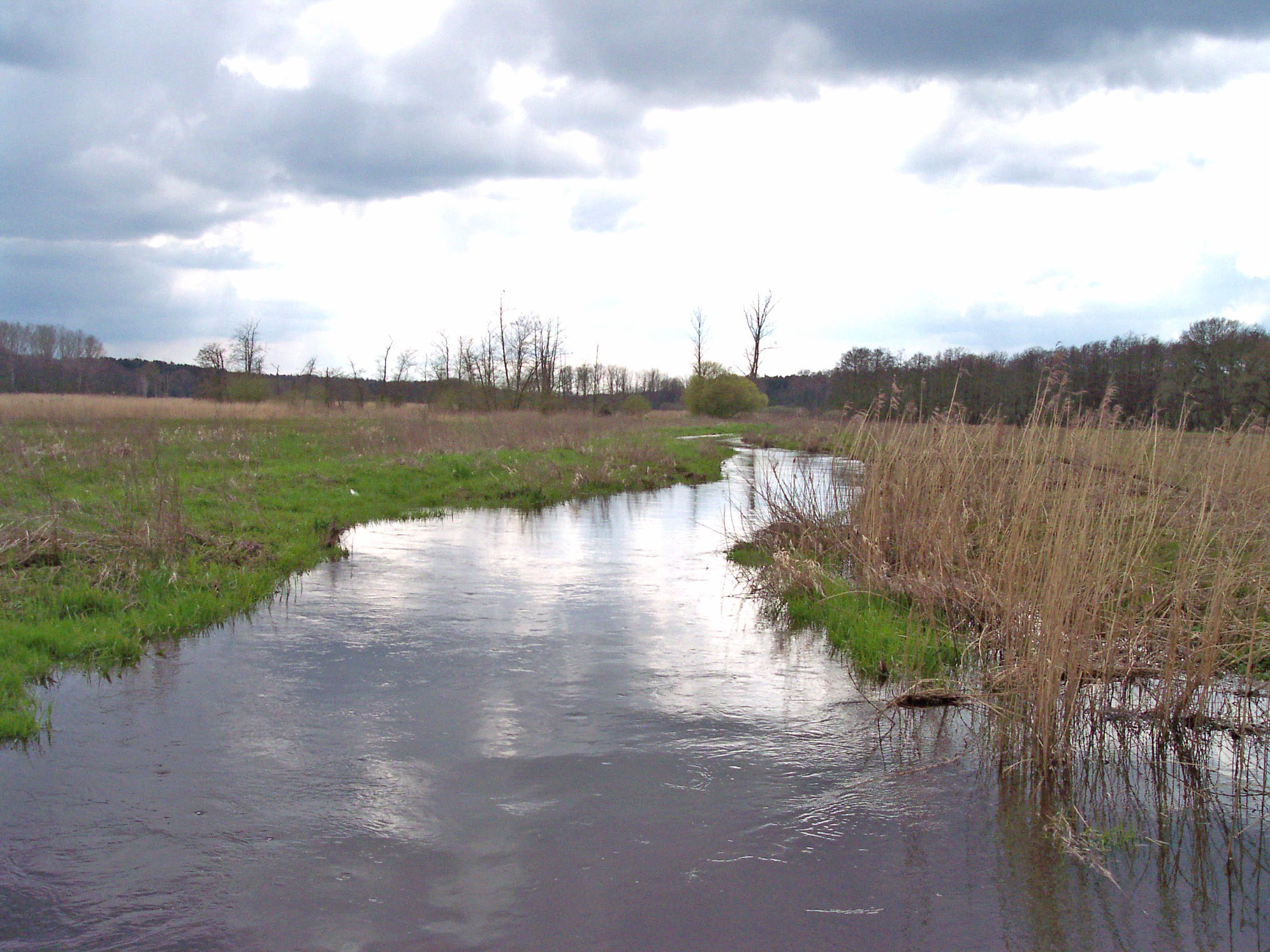
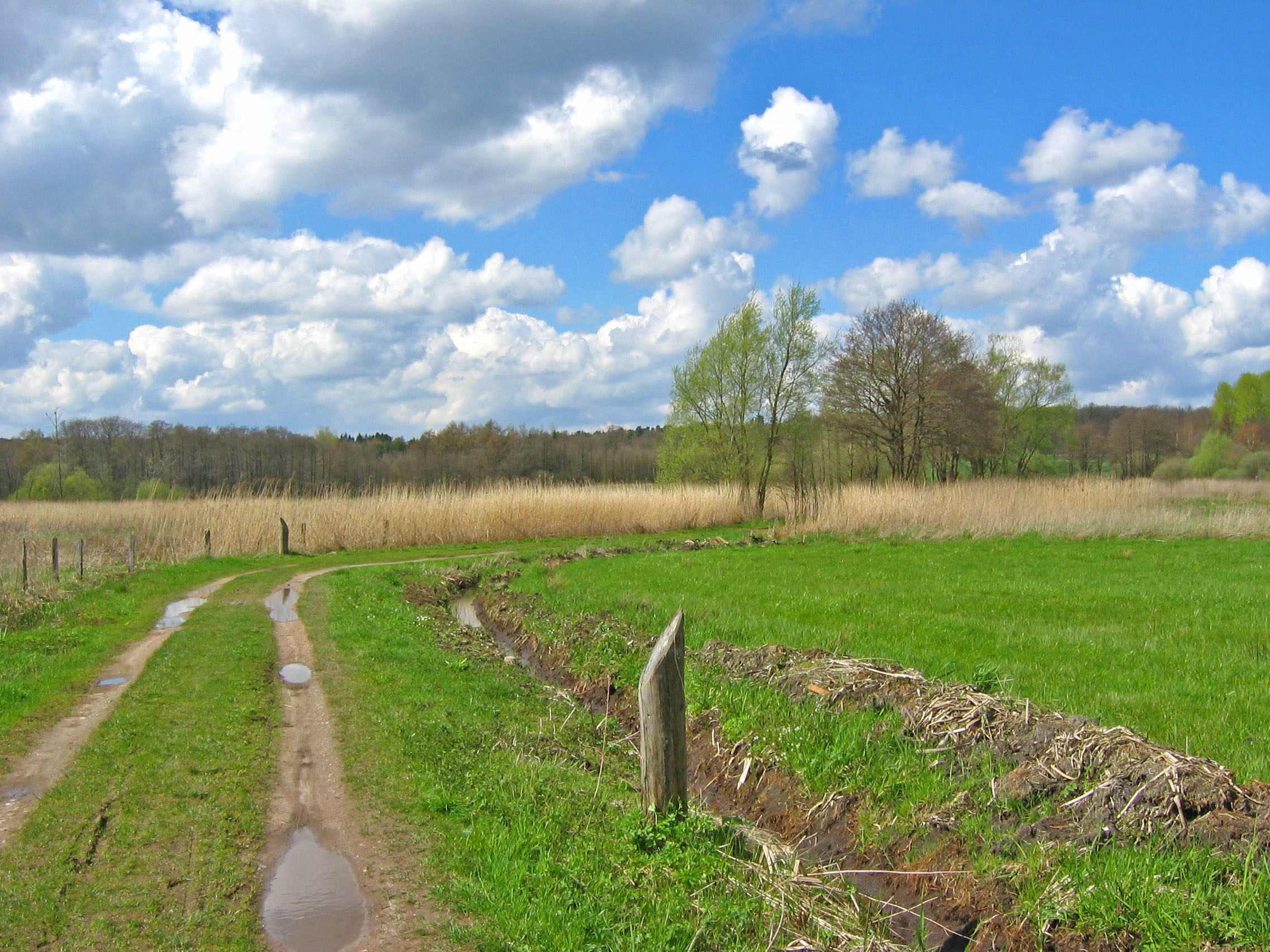
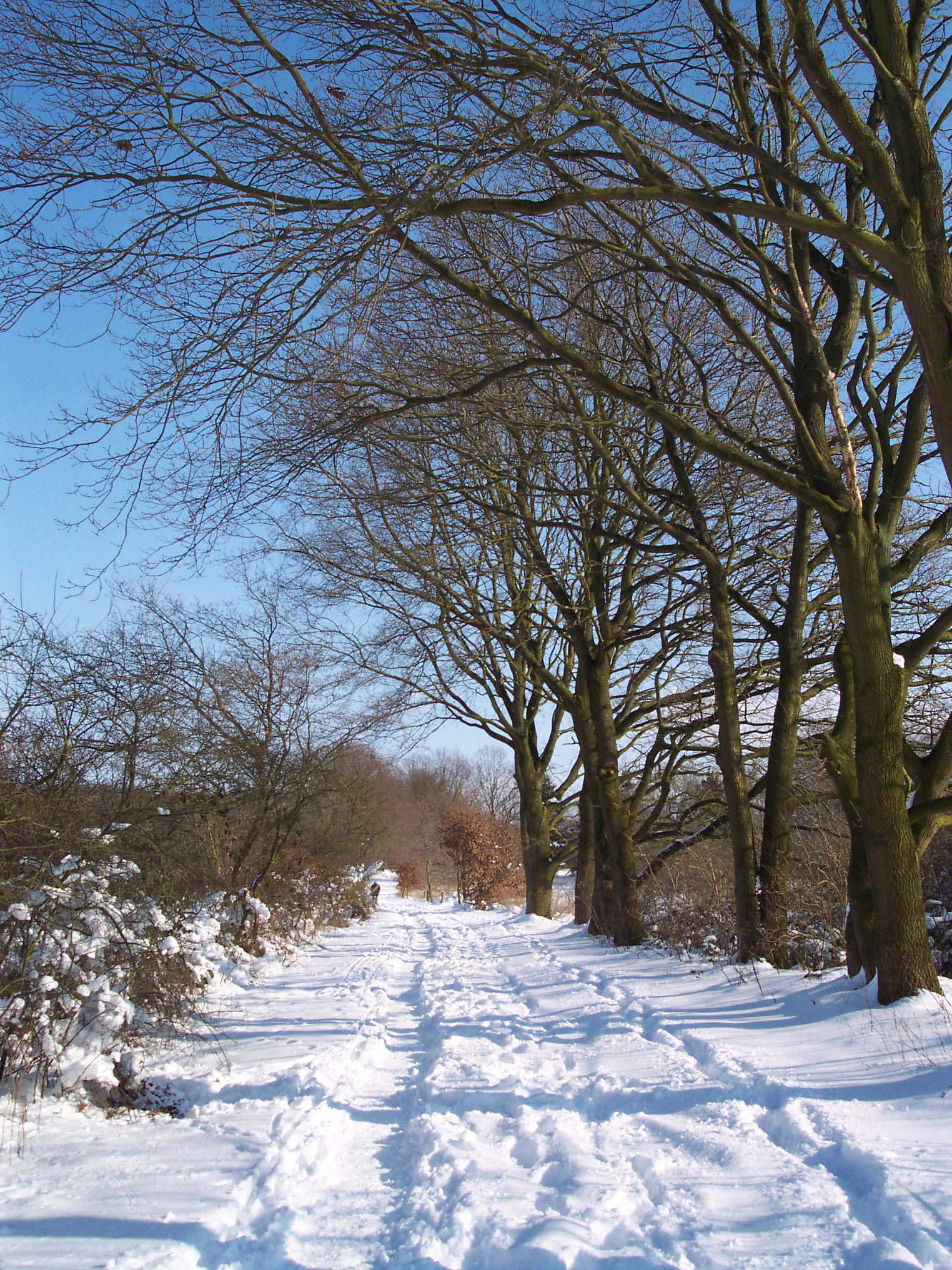
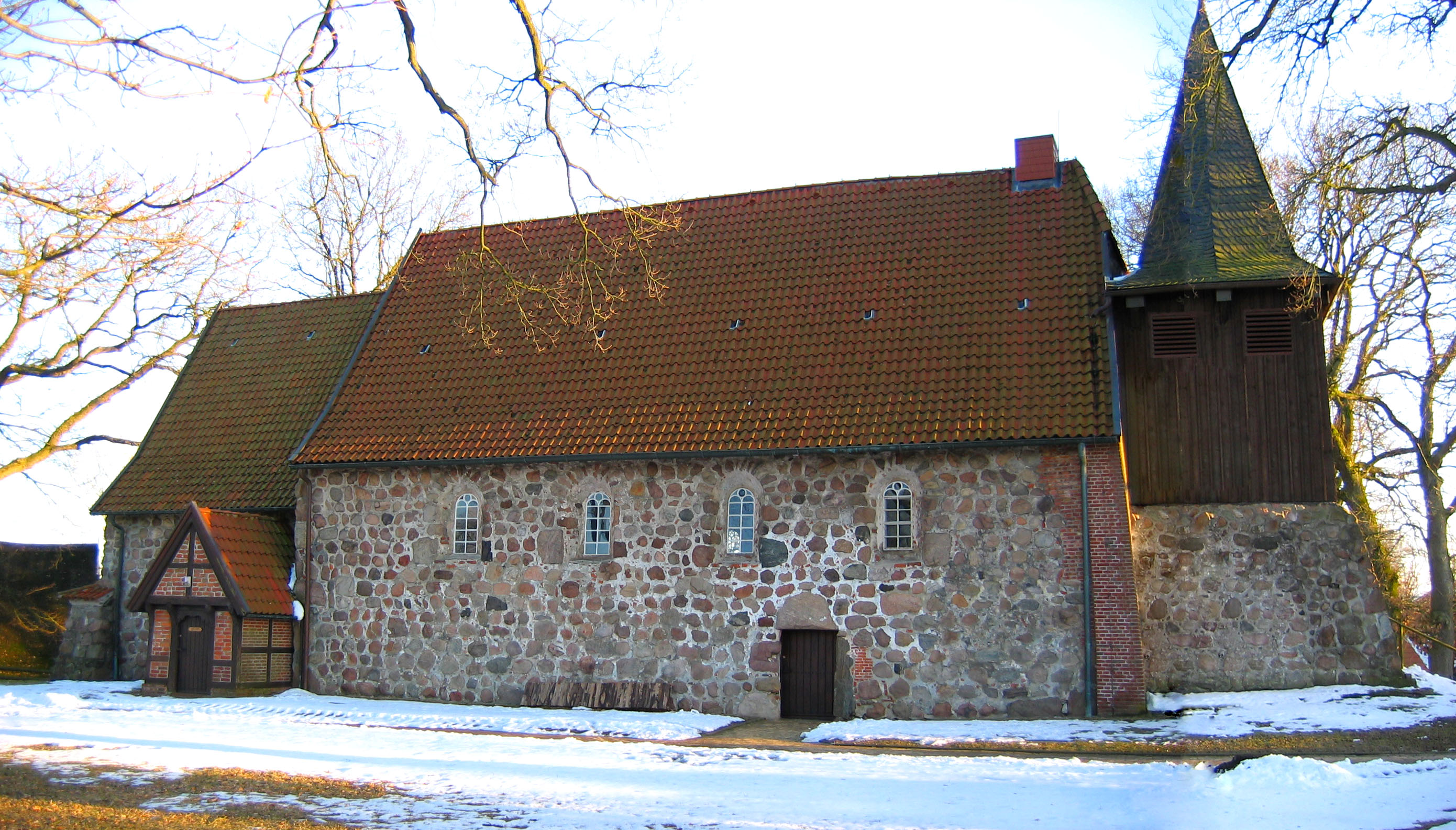
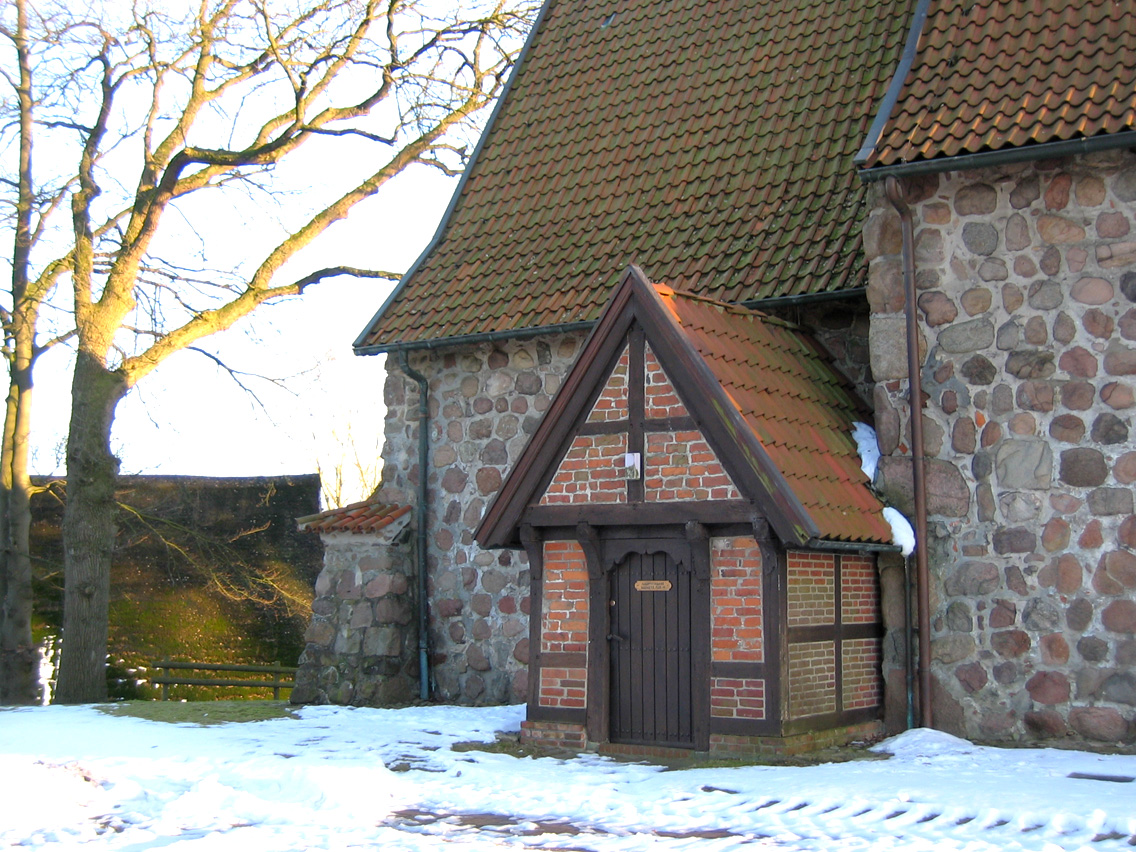
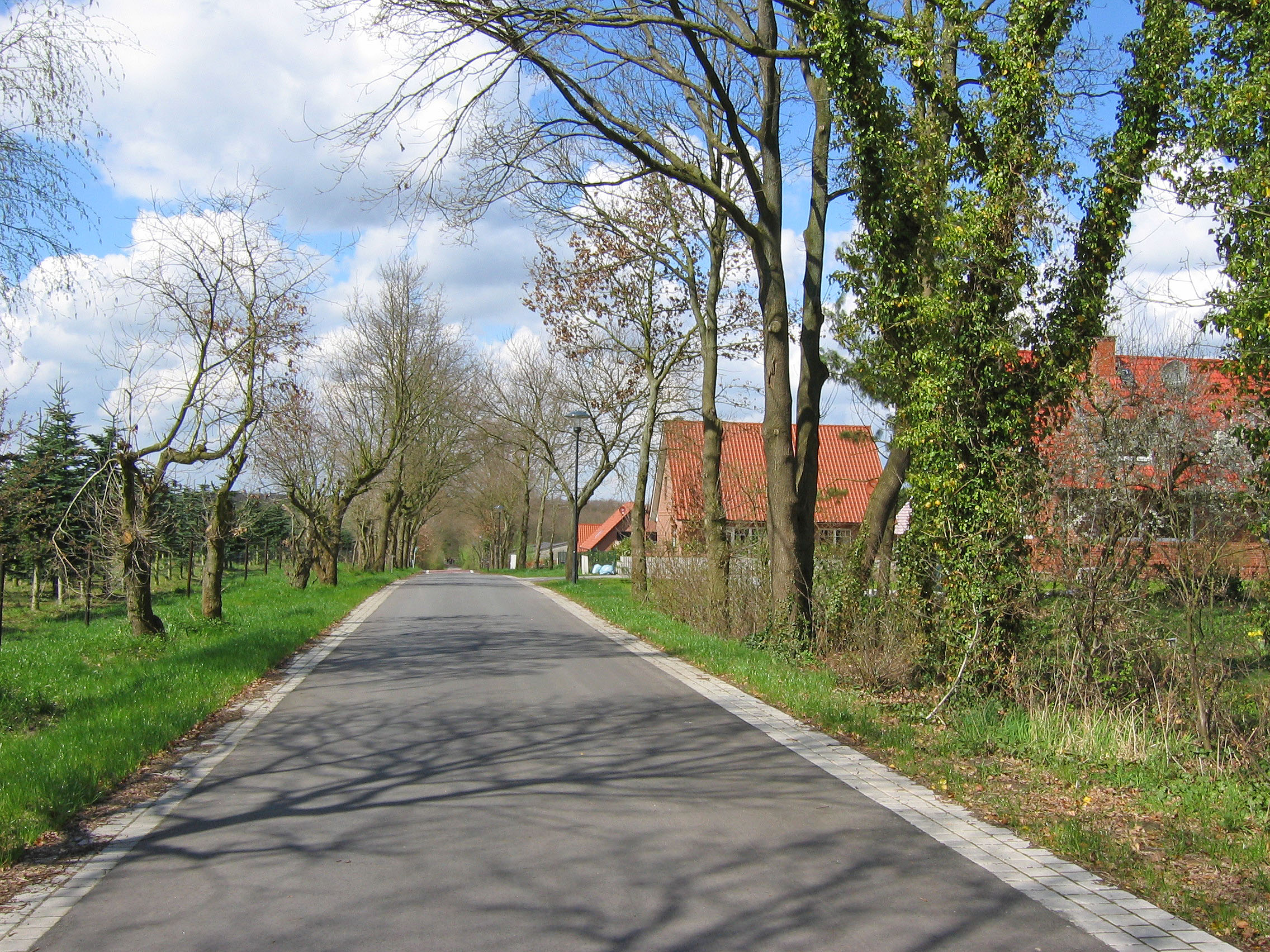